# Korányi Frigyes Gimnázium
A Korányi Frigyes Gimnázium Nagykálló gimnáziuma.

## Története[1]
Az iskola jogelődjének számító középiskolát 1870-ben alapították meg. Ez az intézmény egészen az 1960-as évekig ki tudta elégíteni a nagykállói diákokat, de 1964-ben már csak úgy tudtak elegendő tantermet biztosítani, hogy három tanulócsoportot az iskolán kívül (tűzoltószertárban, művelődési házban) helyezték el. Ezt a helyzetet orvosolandó, a Szabolcs-Szatmár-Bereg megyei VB Művelődésügyi Osztálya 1967. augusztus 30-án rendeletet adott ki, a nagykállói Budai Nagy Antal Gimnázium és Szakközépiskola átszervezéséről. Ezzel tulajdonképpen megalapította Nagykálló második középiskoláját, melyben az első években 8-12 osztályt hoztak létre Nagykállói Gimnázium néven.

### Névválasztás
Szeptember 8-án Kristóf János a gimnázium első igazgatója kérvényezte a megyei tanácstól, hogy az iskolája felvehesse a világhírű orvos, Korányi Frigyes nevét. Indoklásában szerint azért is Korányi neve lenne a legmegfelelőbb, mert "...csak a legutóbbi 20 év alatt iskolánk mintegy 60 orvost adott szocialista rendszerünknek...". Érvelése bevált, a megyei tanács a tervezetet elfogadta és a következő év március 15-éjén igényes irodalmi műsor keretében tartották meg az iskola névadó ünnepségét.

### Az első évek
Bár az épületet nyolc osztály befogadására tervezték, már az indításkor tíz tanulócsoport (273 diák) elhelyezését kellett megoldani. Így szükségességből a kémiai előadó és biológiai szertár is tanteremmé vált. A fizika előadóban az elektromosságtan és optika tanítása okozott nehézséget, a felszerelések hiánya miatt. Egész évben hiányzott a könyvtár, ami abban az időben elengedhetetlen volt a tanítás, tanulás miatt, mivel csak áprilisban sikerült átköltöztetni a régi épületből. Hiány volt még többek között magnókból, hangkazettákból illetve térképekből. Az intézmény tanulmányi átlaga az első évben 3,2 volt, ami az előző évekhez képest reálisnak mondható. Az év-végi magatartás jegyek bizonyítják (141 példás, 114 jó), hogy a diákok kötelesség tudóak voltak.'970/71-es tanévben az iskola tárgyi feltételei javultak, a beszerzésre fordítható összeg 57 183 Forintra bővült. Nőtt a tanulók létszáma is: ebben az évben 315 volt az évkezdők száma. Kulturális területen a diákok már nem először szereztek sikereket. A sárospataki Diáknapokon Aradi Katalin versmondásban, Noviczky Rózsa zongoraszólóban nyert bronzérmet.

### Sport
A fiú kosárlabdacsapat megyei harmadik, ugyanezen sportág lány csapata megyei negyedik helyezést ért el az 1972/73-as tanévben. Ugyanezen évben országos ifjúsági súlyemelő bajnokok kerültek ki a Korányiból, Száraz László és Hajdú Ferenc személyében. Az 1978/79-es tanévben a magasugró, távolugró és 4x100-as váltó fiú csapatai szerezték meg a megyei első helyezést. A középiskolás kupán a távolugró és magasugró fiúk 2. helyezést értek el. A Krúdy Kupán az iskolai lány kosárlabda válogatott aranyérmet szerzett. Az edzett ifjúságért mozgalom teljesítéséért 77 arany, 51 ezüst és 45 bronz jelvényt érdemeltek ki a tanulók.

### Kéttannyelvű tagozat
1988/89-es tanévben alakult meg az iskola legismertebb tagozata: a Német Két Tanítási Nyelvű tagozat. Az 1989/90-es tanévben érkeztek meg első hullámmal német anyanyelvi tanárok. A kezdeti években a történelem német nyelvű oktatása okozott gondot, ennek ellenére év végén 4,4-es átlaggal zártak a diákok. 1993-tól a tanulók német nyelvű érettségit tehetnek. Az 1993-as országos konferencia nyomán (amit Nagykállóban rendeznek meg), nagykállói kezdeményezésre tovább fejlesztették a magyarországi két tanítási nyelvű gimnáziumok modelljét, így kialakítva a ma is ismert tanítási módszereket. 1995-ben, 49 tanuló leteszi a DSD (Deutsches Sprachdiplom) az új vizsgaközpontban, a nagykállói Korányi Frigyes gimnáziumban (abban az időben csak három ilyen vizsgaközpont volt). A vizsga a német kormánynak köszönhetően teljesen ingyenes. A megnövekedett tanulói létszám szükségessé tette egy új kollégium kialakítását, új tantermekkel együtt. Az átadó ünnepséget 1992. március 14-én tartották.

## Képzések[2]
Az iskola jelenleg hat tagozatot üzemeltet, négy, öt és hatéves képzésekkel.
6 éves képzéssel:
- Hatosztályos tagozat

5 éves képzéssel:
- Német Két Tanítási Nyelvű tagozat
- Angol- Informatika tagozat

4 éves képzéssel:
- Dráma tagozat
- Általános tagozat
- Humán-reál tagozat
- Média tagozat

## A zöld iskola projekt[3]
A Korányi program keretein belül, az iskola komplex, környezet barát felújításban részesült.
Többek között kicserélték az elavult és környezetszennyező fűtésrendszert, mely helyett megújuló energiát hasznosító hőszivattyús és a legjobb hatékonysággal rendelkező kondenzációs gázkazánokból álló „hibrid” fűtési rendszer került kialakításra. Egy úgynevezett zöld tető is kialakításra került az épület lapos tetős részén, mely megfelelően biztosítja a hőszigetelést. Ennek hatására jelentősen csökkent a tető hőkibocsátása. Az épület korszerűtlen világítótesteit is kicserélték. Kiépítésre került egy esővíz begyűjtő-hasznosító rendszer, melynek köszönhetően a WC-k és  piszoárok öblítése esővízzel lett megoldva. Lecserélték az épületben meglévő a vízpazarló csaptelepek, és piszoáröblítő berendezéseket modern infra-vezérlésű telepekre és WC-k öblítéséhez víztakarékos WC-öblítő tartályok szereltek fel. A fedett és megfelelő kapacitású, modern kerékpártároló kialakításával a környezettudatos közlekedés és a mozgás gazdagabb életmód is ösztönzésre kerül. A projekt keretein belül 20%-kal csökkentették a hulladék-kibocsátást, helyi komposztálással, a szelektív hulladékgyűjtés bevezetésével, a diákoknak és a dolgozóknak tartott előadásokkal, mellyel a zöldebb életmódra próbálták rávezetni őket.
További célja projektnek a környezetbarát megoldások minél szélesebb körű megismertetése, és elterjesztése az intézmények és a háztartások szintjén egyaránt. Mivel Nagykálló és a Nagykállói kistérség kiemelt jelentőségű középiskolájáról van szó, így a projekt igen széles körű környezeti nevelést valósít meg, mely nagyban hozzájárul a jövőben itt tanuló nemzedékek környezettudatos szemléletének kialakulásához. A pályázat másik alappillére a beruházás bemutatása és a környezettudatos életmód népszerűsítése különféle rendezvényekkel, előadásokkal,  kiadványokkal, médiakampánnyal és egyéb kommunikációs eszközökkel.

## Híres diákok
- Pucsok József (1935. október 5. –) orvosprofesszor
- id. Noszály Sándor (1940–2001) magasugró
- Noviczki Miklós (1951–2023) kézsebész specialista[4]
- Száraz László (1954–) súlyemelő
- Szikora János (1955 – ) egykori APEH elnök
- Vonza András (1955. július 28. –) földművelésügyi és vidékfejlesztési miniszter, állatorvos
- Marjánné Rinyu Ilona (1959. május 29. –) Balkány egykori polgármestere
- Loss Sándor (1961 – 2004) jogszociológus, publicista[5]
- Pálosi László (1962. október 31. –) Balkány polgármestere
- Nagy Károly (1969. július 24. –) főiskolai tanár[6]
- Sitku Ernő (1972. január 9. –2020) kosárlabdázó[7]
- Széll Zsófia (1976–) költő, szerkesztő, műfordító[8]
- Szakál Miklós (1976. május 6. –) televíziós műsorvezető, énekes[9]
- Száraz Tamás (1981. november 27. –) énekes, színész
- Egri László (1988. május 11. –) költő, tanár, történész[10]
- Fehér Tibor (1988. június 18. –) színész[11]
- Néző László író, újságíró